# ATP-seizoen 1993
Het ATP-seizoen in 1993 bestond uit de internationale tennistoernooien, die door de ATP en ITF werden georganiseerd in het kalenderjaar 1993.
Het speelschema omvatte:
- 86 ATP-toernooien, bestaande uit de categorieën:
  - ATP Mercedes-Benz Super 9: 9
  - ATP Championship Series: 12
  - ATP World Series: 62
  - Tennis Masters Cup: 2 (eindejaarstoernooi voor de 8 beste tennissers/dubbelteams)
  - World Team Cup: landenteamtoernooi, geen ATP-punten.
- 7 ITF-toernooien, bestaande uit de:
  - 4 grandslamtoernooien;
  - Grand Slam Cup; eindejaarstoernooi voor de 16 beste tennissers van de grandslamtoernooien
  - Davis Cup: landenteamtoernooi;
  - Hopman Cup: landenteamtoernooi voor gemengde tenniskoppels, geen ATP-punten.

In de onderstaande tabellen staat het overzicht van de ATP-toernooien, aangevuld met de grand slams en teamwedstrijden die niet door de ATP maar door de ITF worden georganiseerd.

## Legenda
| Grand Slams             |
| Tennis Masters Cup      |
| ATP Super 9             |
| ATP Championship Series |
| ATP World Series        |
| Toernooien voor teams   |

### Codering
De codering voor het aantal deelnemers.
128S/128Q/64D/32X
- 128 deelnemers aan hoofdtoernooi (S)
- 128 aan het kwalificatietoernooi (Q)
- 64 koppels in het dubbelspel (D)
- 32 koppels in het gemengd dubbel (X).

Alle toernooien worden in principe buiten gespeeld, tenzij anders vermeld.
RR = groepswedstrijden, (i) = indoor

## Speelschema

### Januari
| Week van              | Toernooi | Winnaar(s)                              | Finalist(en)                          | Uitslag finale     | Details |
| --------------------- | --- | --------------------------------------- | ------------------------------------- | ------------------ | ------- |
| 2 januari             | Hopman Cup Perth, Australië ITF gemengd teamcompetitie hardcourt (i) - 8 teams RR                             | Duitsland Michael Stich Steffi Graf     | Spanje Emilio Sánchez Arantxa Sánchez | 2-1                | details |
| 4 januari             | Australian Men's hardcourt Championships Adelaide, Australië ATP World Series $ 157.500 - hardcourt - 32S/16D | Nicklas Kulti                           | Christian Bergström                   | 3-6, 7-5, 6-4      | details |
| 4 januari             | Australian Men's hardcourt Championships Adelaide, Australië ATP World Series $ 157.500 - hardcourt - 32S/16D | Todd Woodbridge Mark Woodforde          | John Fitzgerald Laurie Warder         | 6-4, 7-5           | details |
| 4 januari             | Qatar ExxonMobil Open Doha, Qatar ATP World Series $ 450.000 - hardcourt - 32S/16D                            | Boris Becker                            | Goran Ivaniševic                      | 7-6(4,) 4-6, 7-5   | details |
| 4 januari             | Qatar ExxonMobil Open Doha, Qatar ATP World Series $ 450.000 - hardcourt - 32S/16D                            | Boris Becker Patrik Kühnen              | Shelby Cannon Scott Melville          | 6-2, 6-4           | details |
| 4 januari             | Kuala Lumpur Open Kuala Lumpur, Maleisië ATP World Series $ 275.000 - hardcourt - 32S/16D                     | Richey Reneberg                         | Olivier Delaître                      | 6-3, 6-1           | details |
| 4 januari             | Kuala Lumpur Open Kuala Lumpur, Maleisië ATP World Series $ 275.000 - hardcourt - 32S/16D                     | Jacco Eltingh Paul Haarhuis             | Henrik Holm Bent-Ove Pedersen         | 7-5, 6-3           | details |
| 11 januari            | Benson and Hedges Open Auckland, Nieuw-Zeeland ATP World Series $ 157.000 - hardcourt - 32S/16D               | Aleksandr Volkov                        | MaliVai Washington                    | 7-6(2), 6-4        | details |
| 11 januari            | Benson and Hedges Open Auckland, Nieuw-Zeeland ATP World Series $ 157.000 - hardcourt - 32S/16D               | Grant Connell Patrick Galbraith         | Alex Antonitsch Aleksandr Volkov      | 6-3, 7-6           | details |
| 11 januari            | Indonesian Men’s Open Jakarta, Indonesië ATP World Series $ 275.000 - hardcourt - 32S/16D                     | Michael Chang                           | Carl-Uwe Steeb                        | 2-6, 6-2, 6-1      | details |
| 11 januari            | Indonesian Men’s Open Jakarta, Indonesië ATP World Series $ 275.000 - hardcourt - 32S/16D                     | Diego Nargiso Guillaume Raoux           | Jacco Eltingh Paul Haarhuis           | 7-6, 6-7, 6-3      | details |
| 11 januari            | Peters New South Wales Open Sydney, Australië ATP World Series $ 275.000 - hardcourt - 32S/16D                | Pete Sampras                            | Thomas Muster                         | 7-6(7), 6-1        | details |
| 11 januari            | Peters New South Wales Open Sydney, Australië ATP World Series $ 275.000 - hardcourt - 32S/16D                | Sandon Stolle Jason Stoltenberg         | Luke Jensen Murphy Jensen             | 6-3, 6-4           | details |
| 18 januari 25 januari | Australian Open Melbourne, Australië Grand Slam $ 1.942.170 - hardcourt 128S/128Q/64D/32X                     | Jim Courier                             | Stefan Edberg                         | 6-2, 6-1, 2-6, 7-5 | details |
| 18 januari 25 januari | Australian Open Melbourne, Australië Grand Slam $ 1.942.170 - hardcourt 128S/128Q/64D/32X                     | Danie Visser Laurie Warder              | John Fitzgerald Anders Järryd         | 6-4, 3-6, 6-4      | details |
| 18 januari 25 januari | Australian Open Melbourne, Australië Grand Slam $ 1.942.170 - hardcourt 128S/128Q/64D/32X                     | Arantxa Sánchez Vicario Todd Woodbridge | Zina Garrison Rick Leach              | 7-5, 6-4           | details |

### Februari
| Week van    | Toernooi | Winnaar(s)                      | Finalist(en)                    | Uitslag finale             | Details |
| ----------- | --- | ------------------------------- | ------------------------------- | -------------------------- | ------- |
| 1 februari  | Open 13 Marseille, Frankrijk ATP World Series $ 500.000 - hardcourt (i) - 32S/16D/                               | Marc Rosset                     | Jan Siemerink                   | 6-2, 7-6(1)                | details |
| 1 februari  | Open 13 Marseille, Frankrijk ATP World Series $ 500.000 - hardcourt (i) - 32S/16D/                               | Arnaud Boetsch Olivier Delaître | Ivan Lendl Christo van Rensburg | 6-3, 7-6                   | details |
| 1 februari  | Dubai Tennis Open Dubai, Verenigde Arabische Emiraten ATP World Series $ 1.000.000 - hardcourt - 32S/16D         | Karel Nováček                   | Fabrice Santoro                 | 6-4, 7-5                   | details |
| 1 februari  | Dubai Tennis Open Dubai, Verenigde Arabische Emiraten ATP World Series $ 1.000.000 - hardcourt - 32S/16D         | John Fitzgerald Anders Järryd   | Grant Connell Patrick Galbraith | 6-2, 6-1                   | details |
| 1 februari  | Pacific Coast Championships San Francisco, Verenigde Staten ATP World Series $ 275.000 - hardcourt (i) - 32S/16D | Andre Agassi                    | Brad Gilbert                    | 6-2, 6-7(4), 6-2           | details |
| 1 februari  | Pacific Coast Championships San Francisco, Verenigde Staten ATP World Series $ 275.000 - hardcourt (i) - 32S/16D | Scott Davis Jacco Eltingh       | Patrick McEnroe Jonathan Stark  | 6-1, 4-6, 7-5              | details |
| 8 februari  | Kroger St. Jude Memphis, Verenigde Staten ATP Championship Series $ 655.000 - hardcourt (i) - 48S/24D            | Jim Courier                     | Todd Martin                     | 5-7, 7-6(4), 7-6(4)        | details |
| 8 februari  | Kroger St. Jude Memphis, Verenigde Staten ATP Championship Series $ 655.000 - hardcourt (i) - 48S/24D            | Todd Woodbridge Mark Woodforde  | Jacco Eltingh Paul Haarhuis     | 7-5, 6-2                   | details |
| 8 februari  | Muratti Time Indoor Milaan, Italië ATP Championship Series $ 675.000 - tapijt (i) - 32S/16D                      | Boris Becker                    | Sergi Bruguera                  | 6-3, 6-3                   | details |
| 8 februari  | Muratti Time Indoor Milaan, Italië ATP Championship Series $ 675.000 - tapijt (i) - 32S/16D                      | Mark Kratzmann Wally Masur      | Tom Nijssen Cyril Suk           | 4-6, 6-3, 6-4              | details |
| 15 februari | Comcast U.S. Indoor Philadelphia, Verenigde Staten ATP Championship Series $ 575.000 - tapijt (i) - 32S/16D      | Mark Woodforde                  | Ivan Lendl                      | 5-4, opgave                | details |
| 15 februari | Comcast U.S. Indoor Philadelphia, Verenigde Staten ATP Championship Series $ 575.000 - tapijt (i) - 32S/16D      | Jim Grabb Richey Reneberg       | Marcos Ondruska Brad Pearce     | 6-7, 6-3, 6-0              | details |
| 15 februari | Eurocard Open Stuttgart, Duitsland ATP Championship Series $ 2.125.000 - tapijt (i) - 32S/16D                    | Michael Stich                   | Richard Krajicek                | 4-6, 7-5, 7-6(4), 3-6, 7-5 | details |
| 15 februari | Eurocard Open Stuttgart, Duitsland ATP Championship Series $ 2.125.000 - tapijt (i) - 32S/16D                    | Mark Kratzmann Wally Masur      | Steve DeVries David Macpherson  | 6-3, 7-6                   | details |
| 22 februari | ABN AMRO World Tennis Tournament Rotterdam, Nederland ATP World Series $ 575.000 - tapijt (i) - 32S/16D          | Anders Järryd                   | Karel Nováček                   | 6-3, 7-5                   | details |
| 22 februari | ABN AMRO World Tennis Tournament Rotterdam, Nederland ATP World Series $ 575.000 - tapijt (i) - 32S/16D          | Henrik Holm Anders Järryd       | David Adams Andrej Olchovski    | 6-4, 7-6                   | details |
| 22 februari | Tennis Channel Open Scottsdale, Verenigde Staten ATP World Series $ 275.000 - hardcourt - 32S/16D                | Andre Agassi                    | Marcos Ondruska                 | 6-2, 3-6, 6-3              | details |
| 22 februari | Tennis Channel Open Scottsdale, Verenigde Staten ATP World Series $ 275.000 - hardcourt - 32S/16D                | Mark Keil Dave Randall          | Luke Jensen Sandon Stolle       | 7-5, 6-4                   | details |
| 22 februari | Abierto Mexicano Telcel Mexico, Mexico ATP World Series $ 275.000 - gravel- 32S/16D                              | Thomas Muster                   | Carlos Costa                    | 6-2, 6-4                   | details |
| 22 februari | Abierto Mexicano Telcel Mexico, Mexico ATP World Series $ 275.000 - gravel- 32S/16D                              | Leonardo Lavalle Jaime Oncins   | Horacio de la Peña Jorge Lozano | 7-6, 6-4                   | details |

### Maart
| Week van          | Toernooi                                                                                            | Winnaar(s)                     | Finalist(en)                   | Uitslag finale | Details |
| ----------------- | --------------------------------------------------------------------------------------------------- | ------------------------------ | ------------------------------ | -------------- | ------- |
| 1 maart           | Copenhagen Open Kopenhagen, Denemarken ATP World Series $ 175.000 - tapijt (i) - 32S/16D            | Andrej Olchovski               | Nicklas Kulti                  | 7-5, 3-6, 6-2  | details |
| 1 maart           | Copenhagen Open Kopenhagen, Denemarken ATP World Series $ 175.000 - tapijt (i) - 32S/16D            | David Adams Andrej Olchovski   | Martin Damm Daniel Vacek       | 6-3, 3-6, 6-3  | details |
| 1 maart           | Newsweek Champions Cup Indian Wells, Verenigde Staten ATP Super 9 $ 1.400.000 - hardcourt - 56S/28D | Jim Courier                    | Wayne Ferreira                 | 6-3, 6-3, 6-1  | details |
| 1 maart           | Newsweek Champions Cup Indian Wells, Verenigde Staten ATP Super 9 $ 1.400.000 - hardcourt - 56S/28D | Guy Forget Henri Leconte       | Luke Jensen Scott Melville     | 6-4, 7-5       | details |
| 8 maart           | Torneo Ciuiad de Zaragoza Zaragoza, Spanje ATP World Series $ 175.000 - tapijt (i) - 32S/16D        | Karel Nováček                  | Jonas Svensson                 | 3-6, 6-2, 6-1  | details |
| 8 maart           | Torneo Ciuiad de Zaragoza Zaragoza, Spanje ATP World Series $ 175.000 - tapijt (i) - 32S/16D        | Martin Damm Karel Nováček      | Mike Bauer David Rikl          | 2-6, 6-4, 7-5  | details |
| 8 maart 15 maart  | Lipton Championships Key Biscayne, Verenigde Staten ATP Super 9 $ 1.400.000 - hardcourt - 96S/48D   | Pete Sampras                   | MaliVai Washington             | 6-3, 6-2       | details |
| 8 maart 15 maart  | Lipton Championships Key Biscayne, Verenigde Staten ATP Super 9 $ 1.400.000 - hardcourt - 96S/48D   | Richard Krajicek Jan Siemerink | Patrick McEnroe Jonathan Stark | 6-7, 6-4, 7-6  | details |
| 15 maart          | Grand Prix Hassan II Casablanca, Marokko ATP World Series $ 175.000 - gravel - 32S/16D              | Guillermo Pérez Roldán         | Younes El Aynaoui              | 6-4, 6-3       | details |
| 15 maart          | Grand Prix Hassan II Casablanca, Marokko ATP World Series $ 175.000 - gravel - 32S/16D              | Mike Bauer Piet Norval         | Ģirts Dzelde Goran Prpić       | 7-5, 7-6       | details |
| 26 maart 28 maart | Davis Cup (1e ronde)                                                                                |                                |                                |                | details |
| 29 maart          | South African Open Durban, Zuid-Afrika ATP World Series $ 275.000 - hardcourt - 32S/16D             | Aaron Krickstein               | Grant Stafford                 | 6-3, 7-6(7)    | details |
| 29 maart          | South African Open Durban, Zuid-Afrika ATP World Series $ 275.000 - hardcourt - 32S/16D             | Lan Bale Byron Black           | Johan De Beer Marcos Ondruska  | 7-6, 6-2       | details |
| 29 maart          | Estoril Open Estoril, Portugal ATP World Series $ 500.000 - gravel - 32S/16D                        | Andrej Medvedev                | Karel Nováček                  | 6-4, 6-2       | details |
| 29 maart          | Estoril Open Estoril, Portugal ATP World Series $ 500.000 - gravel - 32S/16D                        | David Adams Andrej Olchovski   | Menno Oosting Udo Riglewski    | 6-3, 7-5       | details |
| 29 maart          | Salem Open Osaka Osaka, Japan ATP World Series $ 475.000 - hardcourt - 32S/16D                      | Michael Chang                  | Amos Mansdorf                  | 6-4, 6-4       | details |
| 29 maart          | Salem Open Osaka Osaka, Japan ATP World Series $ 475.000 - hardcourt - 32S/16D                      | Mark Keil Christo van Rensburg | Glenn Michibata David Pate     | 7-6, 6-3       | details |

### April
| Week van | Toernooi | Winnaar(s)                     | Finalist(en)                    | Uitslag finale        | Details |
| -------- | --- | ------------------------------ | ------------------------------- | --------------------- | ------- |
| 5 april  | Japan Open Tokio, Japan ATP Championship Series $ 915.000 - hardcourt - 56S/28D                               | Pete Sampras                   | Brad Gilbert                    | 6-2, 6-2, 6-2         | details |
| 5 april  | Japan Open Tokio, Japan ATP Championship Series $ 915.000 - hardcourt - 56S/28D                               | Ken Flach Rick Leach           | Glenn Michibata David Pate      | 2-6, 6-3, 6-4         | details |
| 5 april  | Trofeo Conde de Godó Renault Open Barcelona, Spanje ATP Championship Series $ 750.000 - gravel - 56S/28D      | Andrej Medvedev                | Sergi Bruguera                  | 6-7(7), 6-3, 7-5, 6-4 | details |
| 5 april  | Trofeo Conde de Godó Renault Open Barcelona, Spanje ATP Championship Series $ 750.000 - gravel - 56S/28D      | Shelby Cannon Scott Melville   | Sergio Casal Emilio Sánchez     | 7-6, 6-1              | details |
| 12 april | Hong Kong Open Hongkong, Hongkong ATP World Series $ 275.000 - hardcourt - 32S/16D                            | Pete Sampras                   | Jim Courier                     | 6-3, 6-7(1), 7-6(2)   | details |
| 12 april | Hong Kong Open Hongkong, Hongkong ATP World Series $ 275.000 - hardcourt - 32S/16D                            | David Wheaton Todd Woodbridge  | Sandon Stolle Jason Stoltenberg | 6-1, 6-3              | details |
| 12 april | Philips Open Nice, Frankrijk ATP World Series $ 275.000 - gravel - 32S/16D                                    | Marc-Kevin Goellner            | Ivan Lendl                      | 1-6, 6-4, 6-2         | details |
| 12 april | Philips Open Nice, Frankrijk ATP World Series $ 275.000 - gravel - 32S/16D                                    | David Macpherson Laurie Warder | Shelby Cannon Scott Melville    | 3-4, opgave           | details |
| 12 april | U.S. Men's Clay Court Championships Charlotte, Verenigde Staten ATP World Series $ 275.000 - gravel - 32S/16D | Horacio de la Peña             | Jaime Yzaga                     | 3-6, 6-3, 6-4         | details |
| 12 april | U.S. Men's Clay Court Championships Charlotte, Verenigde Staten ATP World Series $ 275.000 - gravel - 32S/16D | Rikard Bergh Trevor Kronemann  | Javier Frana Leonardo Lavalle   | 6-1, 6-2              | details |
| 19 april | Monte Carlo Masters Monte Carlo, Monaco ATP Super 9 $ 1.400.000 - gravel - 56S/28D                            | Sergi Bruguera                 | Cédric Pioline                  | 7-6(2), 6-0           | details |
| 19 april | Monte Carlo Masters Monte Carlo, Monaco ATP Super 9 $ 1.400.000 - gravel - 56S/28D                            | Stefan Edberg Petr Korda       | Paul Haarhuis Mark Koevermans   | 3-6, 6-2, 7-6         | details |
| 19 april | Seoul Open Seoul, Zuid-Korea ATP World Series $ 175.000 - hardcourt - 32S/16D                                 | Chuck Adams                    | Todd Woodbridge                 | 6-4, 6-4              | details |
| 19 april | Seoul Open Seoul, Zuid-Korea ATP World Series $ 175.000 - hardcourt - 32S/16D                                 | Jan Apell Peter Nyborg         | Neil Broad Gary Muller          | 5-7, 7-6, 6-2         | details |
| 26 april | BMW Open München, Duitsland ATP World Series $ 275.000 - gravel - 32S/16D                                     | Ivan Lendl                     | Michael Stich                   | 7-6(2), 6-3           | details |
| 26 april | BMW Open München, Duitsland ATP World Series $ 275.000 - gravel - 32S/16D                                     | Martin Damm Henrik Holm        | Karel Nováček Carl-Uwe Steeb    | 6-0, 3-6, 7-5         | details |
| 26 april | AT&T Challenge Atlanta, Verenigde Staten ATP World Series $ 275.000 - gravel - 32S/16D                        | Jacco Eltingh                  | Bryan Shelton                   | 7-6(1), 6-2           | details |
| 26 april | AT&T Challenge Atlanta, Verenigde Staten ATP World Series $ 275.000 - gravel - 32S/16D                        | Paul Annacone Richey Reneberg  | Todd Martin Jared Palmer        | 6-4, 7-6              | details |
| 26 april | Madrid Tennis Grand Prix Madrid, Spanje ATP World Series $ 775.000 - gravel - 32S/16D                         | Stefan Edberg                  | Sergi Bruguera                  | 6-3, 6-3, 6-2         | details |
| 26 april | Madrid Tennis Grand Prix Madrid, Spanje ATP World Series $ 775.000 - gravel - 32S/16D                         | Tomás Carbonell Carlos Costa   | Luke Jensen Scott Melville      | 7-6, 6-2              | details |

### Mei
| Week van      | Toernooi | Winnaar(s)                           | Finalist(en)                       | Uitslag finale           | Details |
| ------------- | --- | ------------------------------------ | ---------------------------------- | ------------------------ | ------- |
| 3 mei         | German Open Hamburg, Duitsland ATP Super 9 $ 1.470.000 - gravel - 56S/28D                                      | Michael Stich                        | Andrej Tsjesnokov                  | 6-3, 6-7(1), 7-6(7), 6-4 | details |
| 3 mei         | German Open Hamburg, Duitsland ATP Super 9 $ 1.470.000 - gravel - 56S/28D                                      | Paul Haarhuis Mark Koevermans        | Grant Connell Patrick Galbraith    | 6-4, 6-7, 7-6            | details |
| 3 mei         | USTA Men's Clay Courts of Tampa Tampa, Verenigde Staten ATP World Series $ 235.000 - gravel - 32S/16D          | Jaime Yzaga                          | Richard Fromberg                   | 6-4, 6-2                 | details |
| 3 mei         | USTA Men's Clay Courts of Tampa Tampa, Verenigde Staten ATP World Series $ 235.000 - gravel - 32S/16D          | Todd Martin Derrick Rostagno         | Kelly Jones Jared Palmer           | 6-3, 6-4                 | details |
| 10 mei        | America's Red Clay Championships Coral Springs, Verenigde Staten ATP World Series $ 200.000 - gravel - 32S/16D | Todd Martin                          | David Wheaton                      | 6-3, 6-4                 | details |
| 10 mei        | America's Red Clay Championships Coral Springs, Verenigde Staten ATP World Series $ 200.000 - gravel - 32S/16D | Patrick McEnroe Jonathan Stark       | Paul Annacone Doug Flach           | 6-4, 6-3                 | details |
| 10 mei        | Internazionali d'Italia Rome, Italië ATP Super 9 $ 1.500.000 - gravel - 64S/32D                                | Jim Courier                          | Goran Ivaniševic                   | 6-1, 6-2, 6-2            | details |
| 10 mei        | Internazionali d'Italia Rome, Italië ATP Super 9 $ 1.500.000 - gravel - 64S/32D                                | Jacco Eltingh Paul Haarhuis          | Wayne Ferreira Mark Kratzmann      | 6-4, 7-6                 | details |
| 17 mei        | Peugeot World Team Cup Düsseldorf, Duitsland ATP World Team Championship $ 1.500.000 - gravel - 8 teams (RR)   | Verenigde Staten                     | Duitsland                          | 3-0                      | details |
| 17 mei        | Bologna Outdoor Bologna, Italië ATP World Series $ 1.500.000 - gravel - 32S/16D                                | Jordi Burillo                        | Andrej Tsjerkasov                  | 7-6(4), 6-7(7), 6-1      | details |
| 17 mei        | Bologna Outdoor Bologna, Italië ATP World Series $ 1.500.000 - gravel - 32S/16D                                | Danie Visser Laurie Warder           | Luke Jensen Murphy Jensen          | 4-6, 6-4, 6-4            | details |
| 24 mei 31 mei | Roland Garros Parijs, Frankrijk Grand Slam $ 4.162.280 - gravel 128S/128Q/64D/48X                              | Sergi Bruguera                       | Jim Courier                        | 6-4, 2-6, 6-2, 3-6, 6-3  | details |
| 24 mei 31 mei | Roland Garros Parijs, Frankrijk Grand Slam $ 4.162.280 - gravel 128S/128Q/64D/48X                              | Luke Jensen Murphy Jensen            | Marc-Kevin Goellner David Prinosil | 6-4, 6-7(4), 6-4         | details |
| 24 mei 31 mei | Roland Garros Parijs, Frankrijk Grand Slam $ 4.162.280 - gravel 128S/128Q/64D/48X                              | Jevgenia Manjoekova Andrej Olchovski | Elna Reinach Danie Visser          | 6-2, 4-6, 6-4            | details |

### Juni
| Week van        | Toernooi                                                                                                  | Winnaar(s)                         | Finalist(en)                     | Uitslag finale      | Details |
| --------------- | --- | ---------------------------------- | -------------------------------- | ------------------- | ------- |
| 7 juni          | Stella Artois Championships Londen, Verenigd Koninkrijk ATP World Series $ 600.000 - gras - 56S/28D       | Michael Stich                      | Wayne Ferreira                   | 6-3, 6-4            | details |
| 7 juni          | Stella Artois Championships Londen, Verenigd Koninkrijk ATP World Series $ 600.000 - gras - 56S/28D       | Todd Woodbridge Mark Woodforde     | Neil Broad Gary Muller           | 6-7, 6-3, 6-4       | details |
| 7 juni          | The Continental grass Court Championships Rosmalen, Nederland ATP World Series $ 275.000 - gras - 32S/16D | Arnaud Boetsch                     | Wally Masur                      | 3-6, 6-3, 6-3       | details |
| 7 juni          | The Continental grass Court Championships Rosmalen, Nederland ATP World Series $ 275.000 - gras - 32S/16D | Patrick McEnroe Jonathan Stark     | David Adams Andrej Olchovski     | 7-6, 1-6, 6-4       | details |
| 7 juni          | Trofeo Kim Top Line Florence, Italië ATP World Series $ 275.000 - gravel - 32S/16D                        | Thomas Muster                      | Jordi Burillo                    | 6-1, 7-5            | details |
| 7 juni          | Trofeo Kim Top Line Florence, Italië ATP World Series $ 275.000 - gravel - 32S/16D                        | Tomás Carbonell Libor Pimek        | Mark Koevermans Greg Van Emburgh | 7-6, 2-6, 6-1       | details |
| 14 juni         | Gerry Weber Open Halle, Duitsland ATP World Series $ 350.000 - gras - 32S/16D                             | Henri Leconte                      | Andrej Medvedev                  | 6-2, 6-3            | details |
| 14 juni         | Gerry Weber Open Halle, Duitsland ATP World Series $ 350.000 - gras - 32S/16D                             | Petr Korda Cyril Suk               | Mike Bauer Marc-Kevin Goellner   | 7-6, 5-7, 6-3       | details |
| 14 juni         | Manchester Open Manchester, Verenigd Koninkrijk ATP World Series $ 275.000 - gras - 32S/16D               | Jason Stoltenberg                  | Wally Masur                      | 6-1, 6-3            | details |
| 14 juni         | Manchester Open Manchester, Verenigd Koninkrijk ATP World Series $ 275.000 - gras - 32S/16D               | Ken Flach Rick Leach               | Stefan Kruger Glenn Michibata    | 6-4, 6-1            | details |
| 14 juni         | Hypo Group Tennis International Genua, Italië ATP World Series $ 275.000 - gravel - 32S/16D               | Thomas Muster                      | Magnus Gustafsson                | 7-6(3), 6-4         | details |
| 14 juni         | Hypo Group Tennis International Genua, Italië ATP World Series $ 275.000 - gravel - 32S/16D               | Sergio Casal Emilio Sánchez        | Mark Koevermans Greg Van Emburg  | 6-3, 7-6            | details |
| 21 juni 28 juni | Wimbledon Londen, Verenigd Koninkrijk Grand Slam £ 5.048.450 - gras 128S/128Q/64D/16Q/64X                 | Pete Sampras                       | Jim Courier                      | 7-6(2), 7-6(5), 6-0 | details |
| 21 juni 28 juni | Wimbledon Londen, Verenigd Koninkrijk Grand Slam £ 5.048.450 - gras 128S/128Q/64D/16Q/64X                 | Todd Woodbridge Mark Woodforde     | Grant Connell Patrick Galbraith  | 7-5, 6-3, 7-6(4)    | details |
| 21 juni 28 juni | Wimbledon Londen, Verenigd Koninkrijk Grand Slam £ 5.048.450 - gras 128S/128Q/64D/16Q/64X                 | Martina Navrátilová Mark Woodforde | Manon Bollegraf Tom Nijssen      | 6-3, 6-4            | details |

### Juli
| Week van        | Toernooi | Winnaar(s)                        | Finalist(en)                    | Uitslag finale          | Details |
| --------------- | --- | --------------------------------- | ------------------------------- | ----------------------- | ------- |
| 5 juli          | Miller Lite Hall of Fame Tennis Championship Newport, Verenigde Staten ATP World Series $ 175.000 - gras - 32S/16D | Greg Rusedski                     | Javier Frana                    | 7-5, 6-7(7), 7-6(5)     | details |
| 5 juli          | Miller Lite Hall of Fame Tennis Championship Newport, Verenigde Staten ATP World Series $ 175.000 - gras - 32S/16D | Javier Frana Christo van Rensburg | Byron Black Jim Pugh            | 4-6, 6-1, 7-6           | details |
| 5 juli          | Swedish Open Båstad, Zweden ATP World Series $ 235.000 - gravel - 32S/16D                                          | Horst Skoff                       | Ronald Agénor                   | 7-5, 1-6, 6-0           | details |
| 5 juli          | Swedish Open Båstad, Zweden ATP World Series $ 235.000 - gravel - 32S/16D                                          | Henrik Holm Anders Järryd         | Brian Devening Tomas Nydahl     | 6-1, 3-6, 6-3           | details |
| 5 juli          | RADO Swiss Open Gstaad, Zwitserland ATP World Series $ 455.000 - gravel - 32S/16D                                  | Sergi Bruguera                    | Karel Nováček                   | 6-3, 6-4                | details |
| 5 juli          | RADO Swiss Open Gstaad, Zwitserland ATP World Series $ 455.000 - gravel - 32S/16D                                  | Cédric Pioline Marc Rosset        | Hendrik Jan Davids Piet Norval  | 6-3, 3-6, 7-6           | details |
| 16 juli 18 juli | Davis Cup (kwartfinale)                                                                                            |                                   |                                 |                         | details |
| 19 juli         | Mercedes Cup Stuttgart, Duitsland ATP Championship Series $ 915.000 - gravel - 48S/24D                             | Magnus Gustafsson                 | Michael Stich                   | 6-3, 6-4, 3-6, 4-6, 6-4 | details |
| 19 juli         | Mercedes Cup Stuttgart, Duitsland ATP Championship Series $ 915.000 - gravel - 48S/24D                             | Tom Nijssen Cyril Suk             | Gary Muller Piet Norval         | 7-6, 6-3                | details |
| 19 juli         | Newsweek Tennis Classic Washington, Verenigde Staten ATP Championship Series $ 500.000 - hardcourt - 56S/28D       | Amos Mansdorf                     | Todd Martin                     | 7-6(3), 7-5             | details |
| 19 juli         | Newsweek Tennis Classic Washington, Verenigde Staten ATP Championship Series $ 500.000 - hardcourt - 56S/28D       | Byron Black Rick Leach            | Grant Connell Patrick Galbraith | 6-4, 7-5                | details |
| 26 juli         | Dutch Open Hilversum, Nederland ATP World Series $ 235.000 - gravel - 32S/16D                                      | Carlos Costa                      | Magnus Gustafsson               | 6-1, 6-2, 6-3           | details |
| 26 juli         | Dutch Open Hilversum, Nederland ATP World Series $ 235.000 - gravel - 32S/16D                                      | Jacco Eltingh Paul Haarhuis       | Hendrik Jan Davids Libor Pimek  | 4-6, 6-2, 7-5           | details |
| 26 juli         | Players LTD. International Canadian Open Toronto, Canada ATP Super 9 $ 1.400.000 - hardcourt - 56S/28D             | Mikael Pernfors                   | Todd Martin                     | 2-6, 6-2, 7-5           | details |
| 26 juli         | Players LTD. International Canadian Open Toronto, Canada ATP Super 9 $ 1.400.000 - hardcourt - 56S/28D             | Jim Courier Mark Knowles          | Glenn Michibata David Pate      | 6-1, 1-6, 7-6           | details |

### Augustus
| Week van                | Toernooi | Winnaar(s)                         | Finalist(en)                       | Uitslag finale      | Details |
| ----------------------- | --- | ---------------------------------- | ---------------------------------- | ------------------- | ------- |
| 2 augustus              | Austrian Open Kitzbühel, Oostenrijk ATP World Series $ 375.000 - gravel - 48S/24D                           | Thomas Muster                      | Javier Sánchez                     | 6-3, 7-5, 6-4       | details |
| 2 augustus              | Austrian Open Kitzbühel, Oostenrijk ATP World Series $ 375.000 - gravel - 48S/24D                           | Juan Garat Roberto Saad            | Marius Barnard Tom Mercer          | 7-6, 2-6, 6-3       | details |
| 2 augustus              | Los Angeles Open Los Angeles, Verenigde Staten ATP World Series $ 275.000 - hardcourt - 32S/16D             | Richard Krajicek                   | Michael Chang                      | 0-6, 7-6(3), 7-6(5) | details |
| 2 augustus              | Los Angeles Open Los Angeles, Verenigde Staten ATP World Series $ 275.000 - hardcourt - 32S/16D             | Wayne Ferreira Michael Stich       | Grant Connell Scott Davis          | 7-6, 7-6            | details |
| 2 augustus              | Skoda Czech Open Praag, Tsjechië ATP World Series $ 340.000 - gravel - 32S/16D                              | Sergi Bruguera                     | Andrej Tsjesnokov                  | 7-5, 6-4            | details |
| 2 augustus              | Skoda Czech Open Praag, Tsjechië ATP World Series $ 340.000 - gravel - 32S/16D                              | Hendrik Jan Davids Libor Pimek     | Jorge Lozano Jaime Oncins          | 6-3, 7-6            | details |
| 9 augustus              | Thriftway ATP Championships Cincinnati, Verenigde Staten ATP Super 9 $ 1.400.000 - hardcourt - 56S/28D      | Michael Chang                      | Stefan Edberg                      | 7-5, 0-6, 6-4       | details |
| 9 augustus              | Thriftway ATP Championships Cincinnati, Verenigde Staten ATP Super 9 $ 1.400.000 - hardcourt - 56S/28D      | Andre Agassi Petr Korda            | Stefan Edberg Henrik Holm          | 7-6, 6-4            | details |
| 9 augustus              | Internazionali di Tennis di San Marino San Marino, San Marino ATP World Series $ 275.000 - gravel - 32S/16D | Thomas Muster                      | Renzo Furlan                       | 7-5, 7-5            | details |
| 9 augustus              | Internazionali di Tennis di San Marino San Marino, San Marino ATP World Series $ 275.000 - gravel - 32S/16D | Daniel Orsanic Olli Rahnasto       | Juan Garat Roberto Saad            | 6-4, 1-6, 6-3       | details |
| 16 augustus             | RCA Championships Indianapolis, Verenigde Staten ATP Championship Series $ 915.000 - hardcourt - 56S/28D    | Jim Courier                        | Boris Becker                       | 7-5, 6-3            | details |
| 16 augustus             | RCA Championships Indianapolis, Verenigde Staten ATP Championship Series $ 915.000 - hardcourt - 56S/28D    | Scott Davis Todd Martin            | Ken Flach Rick Leach               | 6-4, 6-4            | details |
| 16 augustus             | Volvo International New Haven, Verenigde Staten ATP Championship Series $ 915.000 - hardcourt - 56S/28D     | Andrej Medvedev                    | Petr Korda                         | 7-5, 6-4            | details |
| 16 augustus             | Volvo International New Haven, Verenigde Staten ATP Championship Series $ 915.000 - hardcourt - 56S/28D     | Cyril Suk Daniel Vacek             | Steve DeVries David Macpherson     | 6-3, 7-6            | details |
| 23 augustus             | Croatia Open Umag, Kroatië ATP World Series $ 275.000 - gravel - 32S/16D                                    | Thomas Muster                      | Alberto Berasategui                | 7-5, 3-6, 6-3       | details |
| 23 augustus             | Croatia Open Umag, Kroatië ATP World Series $ 275.000 - gravel - 32S/16D                                    | Filip Dewulf Tom Vanhoudt          | Jordi Arrese Francisco Roig        | 6-4, 7-5            | details |
| 23 augustus             | Waldbaum's Hamlet Cup Long Island, Verenigde Staten ATP World Series $ 275.000 - hardcourt - 32S/16D        | Marc Rosset                        | Michael Chang                      | 6-4, 3-6, 6-1       | details |
| 23 augustus             | Waldbaum's Hamlet Cup Long Island, Verenigde Staten ATP World Series $ 275.000 - hardcourt - 32S/16D        | Marc-Kevin Goellner David Prinosil | Arnaud Boetsch Olivier Delaître    | 6-7, 7-5, 6-2       | details |
| 23 augustus             | OTB International Schenectady, Verenigde Staten ATP World Series $ 175.000 - hardcourt - 32S/16D            | Thomas Enqvist                     | Brett Steven                       | 4-6, 6-3, 7-6(0)    | details |
| 23 augustus             | OTB International Schenectady, Verenigde Staten ATP World Series $ 175.000 - hardcourt - 32S/16D            | Bernd Karbacher Andrej Olchovski   | Byron Black Brett Steven           | 2-6, 7-6, 6-1       | details |
| 30 augustus 6 september | US Open New York, Verenigde Staten Grand Slam $ 4.000.000 - hardcourt 128S/128Q/64D/16Q/32X                 | Pete Sampras                       | Cédric Pioline                     | 6-4, 6-4, 6-3       | details |
| 30 augustus 6 september | US Open New York, Verenigde Staten Grand Slam $ 4.000.000 - hardcourt 128S/128Q/64D/16Q/32X                 | Ken Flach Rick Leach               | Martin Damm Karel Nováček          | 6-7(3), 6-4, 6-2    | details |
| 30 augustus 6 september | US Open New York, Verenigde Staten Grand Slam $ 4.000.000 - hardcourt 128S/128Q/64D/16Q/32X                 | Helena Suková Todd Woodbridge      | Martina Navrátilová Mark Woodforde | 6-3, 7-6(6)         | details |

### September
| Week van                  | Toernooi                                                                                           | Winnaar(s)                  | Finalist(en)                        | Uitslag finale        | Details |
| ------------------------- | -------------------------------------------------------------------------------------------------- | --------------------------- | ----------------------------------- | --------------------- | ------- |
| 13 september              | Grand Prix Passing Shot Bordeaux, Frankrijk ATP World Series $ 330.000 - gravel - 32S/16D          | Sergi Bruguera              | Diego Nargiso                       | 7-5, 6-2              | details |
| 13 september              | Grand Prix Passing Shot Bordeaux, Frankrijk ATP World Series $ 330.000 - gravel - 32S/16D          | Pablo Albano Javier Frana   | David Adams Andrej Olchovski        | 7-6, 4-6, 6-3         | details |
| 13 september              | Romanian Open Boekarest, Roemenië ATP World Series $ 500.000 - gravel - 32S/16D                    | Goran Ivaniševic            | Andrej Tsjerkasov                   | 6-2, 7-6(5)           | details |
| 13 september              | Romanian Open Boekarest, Roemenië ATP World Series $ 500.000 - gravel - 32S/16D                    | Menno Oosting Libor Pimek   | George Cosac Ciprian Porumb         | 7-6, 7-6              | details |
| 24 september 26 september | Davis Cup (halve finale)                                                                           |                             |                                     |                       | details |
| 27 september              | Davidoff Swiss Indoors Bazel, Zwitserland ATP World Series $ 775.000 - tapijt (i) - 32S/16D        | Michael Stich               | Stefan Edberg                       | 6-4, 6-7(5), 6-3, 6-2 | details |
| 27 september              | Davidoff Swiss Indoors Bazel, Zwitserland ATP World Series $ 775.000 - tapijt (i) - 32S/16D        | Byron Black Jonathan Stark  | Brad Pearce Dave Randall            | 3-6, 7-5, 6-3         | details |
| 27 september              | Campionati Internazionali di Sicilia Palermo, Italië ATP World Series $ 290.000 - gravel - 32S/16D | Thomas Muster               | Sergi Bruguera                      | 7-6(2), 7-5           | details |
| 27 september              | Campionati Internazionali di Sicilia Palermo, Italië ATP World Series $ 290.000 - gravel - 32S/16D | Sergio Casal Emilio Sánchez | Juan Garat Jorge Lozano             | 6-3, 6-3              | details |
| 27 september              | Kuala Lumpur Open Kuala Lumpur, Maleisië ATP World Series $ 275.000 - tapijt (i)- 32S/16D          | Michael Chang               | Jonas Svensson                      | 6-0, 6-4              | details |
| 27 september              | Kuala Lumpur Open Kuala Lumpur, Maleisië ATP World Series $ 275.000 - tapijt (i)- 32S/16D          | Jacco Eltingh Paul Haarhuis | Jonas Björkman Lars-Anders Wahlgren | 7-5, 4-6, 7-6         | details |

### Oktober
| Week van   | Toernooi | Winnaar(s)                      | Finalist(en)                        | Uitslag finale           | Details |
| ---------- | --- | ------------------------------- | ----------------------------------- | ------------------------ | ------- |
| 4 oktober  | Athens International Athene, Griekenland ATP World Series $ 175.000 - gravel - 32S/16D                              | Jordi Arrese                    | Alberto Berasategui                 | 6-4, 3-6, 6-3            | details |
| 4 oktober  | Athens International Athene, Griekenland ATP World Series $ 175.000 - gravel - 32S/16D                              | Horacio de la Peña Jorge Lozano | Royce Deppe John Sullivan           | 3-6, 6-1, 6-2            | details |
| 4 oktober  | Grand Prix de Tennis de Toulouse Toulouse, Frankrijk ATP World Series $ 375.000 - hardcourt (i)- 32S/16D            | Arnaud Boetsch                  | Cédric Pioline                      | 7-6(5), 3-6, 6-3         | details |
| 4 oktober  | Grand Prix de Tennis de Toulouse Toulouse, Frankrijk ATP World Series $ 375.000 - hardcourt (i)- 32S/16D            | Byron Black Jonathan Stark      | David Prinosil Udo Riglewski        | 7-5, 7-6                 | details |
| 4 oktober  | Australian Indoor Tennis Championship Sydney, Australië ATP Championship Series $ 875.000 - hardcourt (i) - 32S/16D | Jaime Yzaga                     | Petr Korda                          | 6-4, 4-6, 7-6(4), 7-6(7) | details |
| 4 oktober  | Australian Indoor Tennis Championship Sydney, Australië ATP Championship Series $ 875.000 - hardcourt (i) - 32S/16D | Patrick McEnroe Richey Reneberg | Alexander Mronz Lars Rehmann        | 6-3, 7-5                 | details |
| 11 oktober | Seiko Super Tennis Tokio, Japan ATP Championship Series $ 875.000 - tapijt (i) 48S/24D                              | Ivan Lendl                      | Todd Martin                         | 6-4, 6-4                 | details |
| 11 oktober | Seiko Super Tennis Tokio, Japan ATP Championship Series $ 875.000 - tapijt (i) 48S/24D                              | Grant Connell Patrick Galbraith | Luke Jensen Murphy Jensen           | 6-3, 6-4                 | details |
| 11 oktober | Tel Aviv Open Tel Aviv, Israël ATP World Series $ 175.000 - hardcourt - 32S/16D                                     | Stefano Pescosolido             | Amos Mansdorf                       | 7-6(5), 7-5              | details |
| 11 oktober | Tel Aviv Open Tel Aviv, Israël ATP World Series $ 175.000 - hardcourt - 32S/16D                                     | Sergio Casal Emilio Sánchez     | Mike Bauer David Rikl               | 6-4, 6-4                 | details |
| 11 oktober | Bolzano Open Bolzano, Italië ATP World Series $ 290.000 - tapijt (i)- 32S/16D                                       | Jonathan Stark                  | Cédric Pioline                      | 6-3, 6-2                 | details |
| 11 oktober | Bolzano Open Bolzano, Italië ATP World Series $ 290.000 - tapijt (i)- 32S/16D                                       | Hendrik Jan Davids Piet Norval  | David Adams Andrej Olchovski        | 6-3, 6-2                 | details |
| 18 oktober | Grand Prix de Tennis de Lyon Lyon, Frankrijk ATP World Series $ 575.000 - tapijt (i)- 32S/16D                       | Pete Sampras                    | Cédric Pioline                      | 7-6(5), 1-6, 7-5         | details |
| 18 oktober | Grand Prix de Tennis de Lyon Lyon, Frankrijk ATP World Series $ 575.000 - tapijt (i)- 32S/16D                       | Gary Muller Danie Visser        | John-Laffnie de Jager Stefan Kruger | 6-3, 7-6                 | details |
| 18 oktober | CA Tennis Trophy Wenen, Oostenrijk ATP World Series $ 275.000 - tapijt (i) - 32S/16D                                | Goran Ivaniševic                | Thomas Muster                       | 4-6, 6-4, 6-4, 7-6(3)    | details |
| 18 oktober | CA Tennis Trophy Wenen, Oostenrijk ATP World Series $ 275.000 - tapijt (i) - 32S/16D                                | Byron Black Jonathan Stark      | Mike Bauer David Prinosil           | 6-3, 7-6                 | details |
| 18 oktober | Salem Open Beijing Peking, China ATP World Series $ 275.000 - tapijt (i) - 32S/16D                                  | Michael Chang                   | Greg Rusedski                       | 7-6(5), 6-7(6), 6-4      | details |
| 18 oktober | Salem Open Beijing Peking, China ATP World Series $ 275.000 - tapijt (i) - 32S/16D                                  | Paul Annacone Doug Flach        | Jacco Eltingh Paul Haarhuis         | 7-6, 6-3                 | details |
| 25 oktober | Stockholm Open Stockholm, Zweden ATP Super 9 $ 1.400.000 - tapijt (i) - 48S/24D                                     | Michael Stich                   | Goran Ivaniševic                    | 4-6, 7-6(6), 7-6(3), 6-2 | details |
| 25 oktober | Stockholm Open Stockholm, Zweden ATP Super 9 $ 1.400.000 - tapijt (i) - 48S/24D                                     | Todd Woodbridge Mark Woodforde  | Gary Muller Danie Visser            | 6-1, 3-6, 6-2            | details |
| 25 oktober | Movistar Open Santiago, Chili ATP World Series $ 200.000 - gravel - 32S/16D                                         | Javier Frana                    | Emilio Sánchez                      | 7-5, 3-6, 6-3            | details |
| 25 oktober | Movistar Open Santiago, Chili ATP World Series $ 200.000 - gravel - 32S/16D                                         | Mike Bauer David Rikl           | Christer Allgardh Brian Devening    | 7-6, 6-4                 | details |

### November
| Week van    | Toernooi | Winnaar(s)                      | Finalist(en)                   | Uitslag finale           | Details |
| ----------- | --- | ------------------------------- | ------------------------------ | ------------------------ | ------- |
| 1 november  | Paris Open Parijs, Frankrijk ATP Super 9 $ 1.915.000 - tapijt (i) - 48S/24D                                      | Goran Ivaniševic                | Andrej Medvedev                | 6-4, 6-2, 7-6(2)         | details |
| 1 november  | Paris Open Parijs, Frankrijk ATP Super 9 $ 1.915.000 - tapijt (i) - 48S/24D                                      | Byron Black Jonathan Stark      | Tom Nijssen Cyril Suk          | 4-6, 7-5, 6-2            | details |
| 1 november  | Banespa Open São Paulo, Brazilië ATP World Series $ 188.750 - gravel - 32S/16D                                   | Alberto Berasategui             | Slava Dosedel                  | 6-4, 6-3                 | details |
| 1 november  | Banespa Open São Paulo, Brazilië ATP World Series $ 188.750 - gravel - 32S/16D                                   | Sergio Casal Emilio Sánchez     | Pablo Albano Javier Frana      | 4-6, 7-6, 6-4            | details |
| 8 november  | Topper South American Open Buenos Aires, Argentinië ATP World Series $ 275.000 - gravel - 32S/16D                | Carlos Costa                    | Alberto Berasategui            | 3-6, 6-1, 6-4            | details |
| 8 november  | Topper South American Open Buenos Aires, Argentinië ATP World Series $ 275.000 - gravel - 32S/16D                | Tomás Carbonell Carlos Costa    | Sergio Casal Emilio Sánchez    | 6-4, 6-4                 | details |
| 8 november  | Kremlin Cup Moskou, Rusland ATP World Series $ 325.000 - tapijt (i) - 32S/16D                                    | Marc Rosset                     | Patrik Kühnen                  | 6-4, 6-3                 | details |
| 8 november  | Kremlin Cup Moskou, Rusland ATP World Series $ 325.000 - tapijt (i) - 32S/16D                                    | Jacco Eltingh Paul Haarhuis     | Jan Apell Jonas Björkman       | 6-1, opgave              | details |
| 8 november  | The European Community Championship Antwerpen, België ATP World Series $ 1.085.000 - tapijt (i) - 32S/16D        | Pete Sampras                    | Magnus Gustafsson              | 6-1, 6-4                 | details |
| 8 november  | The European Community Championship Antwerpen, België ATP World Series $ 1.085.000 - tapijt (i) - 32S/16D        | Grant Connell Patrick Galbraith | Wayne Ferreira Javier Sánchez  | 6-3, 7-6                 | details |
| 15 november | ATP Tour World Championships Frankfurt, Duitsland Tennis Masters Cup $ 3.000.000 tapijt (i) - 8S (RR)            | Michael Stich                   | Pete Sampras                   | 7-6(3), 2-6, 7-6(7), 6-2 | details |
| 22 november | ATP Tour World Doubles Championships Johannesburg, Zuid-Afrika Tennis Masters Cup $ 500.000 tapijt (i) - 8D (RR) | Jacco Eltingh Paul Haarhuis     | Todd Woodbridge Mark Woodforde | 7-6(4), 7-6(5), 6-4      | details |

### December
| Week van              | Toernooi                                                                | Winnaar(s)    | Finalist(en)  | Uitslag finale              | Details       |
| --------------------- | ----------------------------------------------------------------------- | ------------- | ------------- | --------------------------- | ------------- |
| 3 december 5 december | Davis Cup (finale)                                                      | Duitsland     | Australië     | 4-1                         | details       |
| 6 december            | Compaq Grand Slam Cup München, Duitsland $ 6.000.000 - tapijt (i) - 16S | Petr Korda    | Michael Stich | 2-6, 6-4, 7-6(5), 2-6, 11-9 | details       |
| 13 december           | Geen toernooi                                                           | Geen toernooi | Geen toernooi | Geen toernooi               | Geen toernooi |
| 20 december           | Geen toernooi                                                           | Geen toernooi | Geen toernooi | Geen toernooi               | Geen toernooi |

## Statistieken toernooien

### Toernooien per ondergrond
| Ondergrond   | Aantal | Buiten/binnen | Aantal |
| ------------ | ------ | ------------- | ------ |
| Hardcourt    | 32     | Buiten        | 26     |
| Hardcourt    | 32     | Binnen        | 6      |
| Gravel       | 34     | Buiten        | 34     |
| Gravel       | 34     | Binnen        | 0      |
| Tapijt       | 20     | Binnen        | 20     |
| Gras         | 6      | Buiten        | 6      |
| Verschillend | 1      | Verschillend  | 1      |
| Totaal       | 93     |               |        |

### Best of five finales enkelspel
| Categorie               | Aantal |
| ----------------------- | ------ |
| Grand Slams             | 4/4    |
| Tennis Masters Cup      | 1/1    |
| ATP Super 9             | 5/9    |
| ATP Championship Series | 5/13   |
| ATP World Series        | 5/61   |
| World Team Cup          | 0/1    |
| ITF evenementen         | 2/3    |
| Totaal                  | 22/92  |